# Carlos Arreaza
Carlos José Arreaza Soto, más conocido como Carlos Arreaza (22 de enero de 1966), es un actor venezolano, que ha obtenido papeles secundarios, dándose a conocer con el personaje de "Piraña" en la telenovela Paraíso. En 2003, actúa en La Cuaima, donde interpreta a Alexis Barragán. En 2001 también actúa en La niña de mis ojos, donde interpreta a Juan Carlos Rondón Ramírez. 
Tras 4 años de relación, él y la actriz Daniela Navarro contrajeron nupcias en Miami en una ceremonia privada el 24 de septiembre de 2011.

## Filmografía
- 2013-2014 Marido en alquiler - Honorio Freitas "El Gigante"
- 2009, Los misterios del amor - Novio de Susana Cervantes
- 2007-2008 Arroz con leche - Reinaldo Lara
- 2006, El desprecio - Álvaro Munderey
- 2003, La Invasora - Reynaldo Fuentes
- 2003, La Cuaima - Alexis Barragán
- 2001, La niña de mis ojos - Juan Carlos Rondón Ramírez
- 2000, Angélica Pecado - Dr. Juan María Vallejo
- 1998, Samantha - Samuel Casanova
- 1997, Todo por tu amor - Larry Mijares
- 1995, El desafío - Federico Garcia San Vicente
- 1993, Dulce ilusión - Junior Perez Matos
- 1992, Por estas calles - Manuel Alfonso Lira
- 1992, Kassandra - Tomás, el payaso
- 1990, Pasionaria - Ezequiel "Quelito" Santana
- 1989, Paraíso - Piraña